# Marquess of Aberdeen and Temair

Wappen der Marquesses of Aberdeen and Temair

Marquess of Aberdeen and Temair, in the County of Aberdeen, in the County of Meath and in the County of Argyll, ist ein erblicher britischer Adelstitel in der Peerage of the United Kingdom, benannt nach der Stadt Aberdeen in Schottland und nach Tara (altirisch: Temair) in Irland.
Die Marquesses sind Angehörige des Clan Gordon. Familiensitz der Marquesses ist Haddo House bei Ellon in Aberdeenshire. Der Grundbesitz ist seit 1469 bis heute im Eigentum der Gordons, das 1732 errichtete Herrenhaus wurde 1974 dem National Trust for Scotland übergeben. 

## Verleihung

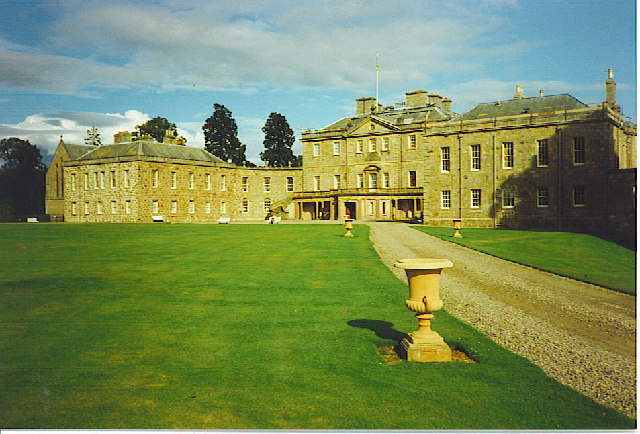
Haddo House

Der Titel wurde am 4. Januar 1916 für John Hamilton-Gordon, 7. Earl of Aberdeen geschaffen, der 1893 bis 1898 Generalgouverneur von Kanada und 1886 sowie 1905 bis 1915 Lord Lieutenant of Ireland gewesen war. Zusammen mit der Marquesswürde wurde ihm, ebenfalls in der Peerage of the United Kingdom, der nachgeordnete Titel Earl of Haddo in the County of Aberdeen, verliehen.
Er hatte bereits 1870 von seinem Vater, folgende fortan nachgeordnete Titel geerbt:
- Baronet, of Haddo, in the County of Aberdeen, geschaffen am 13. August 1642 in der Baronetage of Nova Scotia für seinen für seinen Ur-ur-ur-ur-urgroßvater John Gordon;
- Earl of Aberdeen, Viscount of Formartine und Lord Haddo, Methlic, Tarves and Kellie, geschaffen am 30. November 1682 in der Peerage of Scotland für seinen Ur-ur-ur-urgroßvater Sir George Gordon, 3. Baronet, der Lordkanzler von Schottland war;
- Viscount Gordon, of Aberdeen in the County of Aberdeen, geschaffen am 1. Juni 1814 in der Peerage of the United Kingdom für seinen Großvater George Hamilton-Gordon, 4. Earl of Aberdeen,[3] der neben vielen anderen Regierungsämtern auch das des Premierministers innehatte.

Der älteste Sohn des jeweiligen Titelinhabers führt als Titelerbe (Heir apparent) den Höflichkeitstitel Earl of Haddo, dessen ältester Sohn denjenigen eines Viscount Formartine.

## Liste der Marquesses of Aberdeen and Temair und Earls of Aberdeen

### Gordon Baronets, of Haddo (1642)
- Sir John Gordon, 1. Baronet (1610–1644)
- Sir John Gordon, 2. Baronet (um 1632–1665)
- Sir George Gordon, 3. Baronet (1682 zum Earl of Aberdeen erhoben)

### Earls of Aberdeen (1682)
- George Gordon, 1. Earl of Aberdeen (1637–1720)
- William Gordon, 2. Earl of Aberdeen (1679–1746)
- George Gordon, 3. Earl of Aberdeen (1722–1801)
- George Hamilton-Gordon, 4. Earl of Aberdeen (1784–1860)
- George Hamilton-Gordon, 5. Earl of Aberdeen (1816–1864)
- George Hamilton-Gordon, 6. Earl of Aberdeen (1841–1870)
- John Hamilton-Gordon, 7. Earl of Aberdeen (1847–1934) (1916 zum Marquess of Aberdeen and Temair erhoben)

### Marquesses of Aberdeen and Temair (1916)
- John Hamilton-Gordon, 1. Marquess of Aberdeen and Temair (1847–1934)
- George Gordon, 2. Marquess of Aberdeen and Temair (1879–1965)
- Dudley Gordon, 3. Marquess of Aberdeen and Temair (1883–1972)
- David Gordon, 4. Marquess of Aberdeen and Temair (1908–1974)
- Archibald Gordon, 5. Marquess of Aberdeen and Temair (1913–1984)
- Alastair Gordon, 6. Marquess of Aberdeen and Temair (1920–2002)
- Alexander Gordon, 7. Marquess of Aberdeen and Temair (1955–2020)
- George Gordon, 8. Marquess of Aberdeen and Temair (* 1983)

Titelerbe ist der Sohn des jetzigen Marquess, Ivo Alexander Ninian Gordon, Earl of Haddo (* 2012).